# Giuseppe Garampi

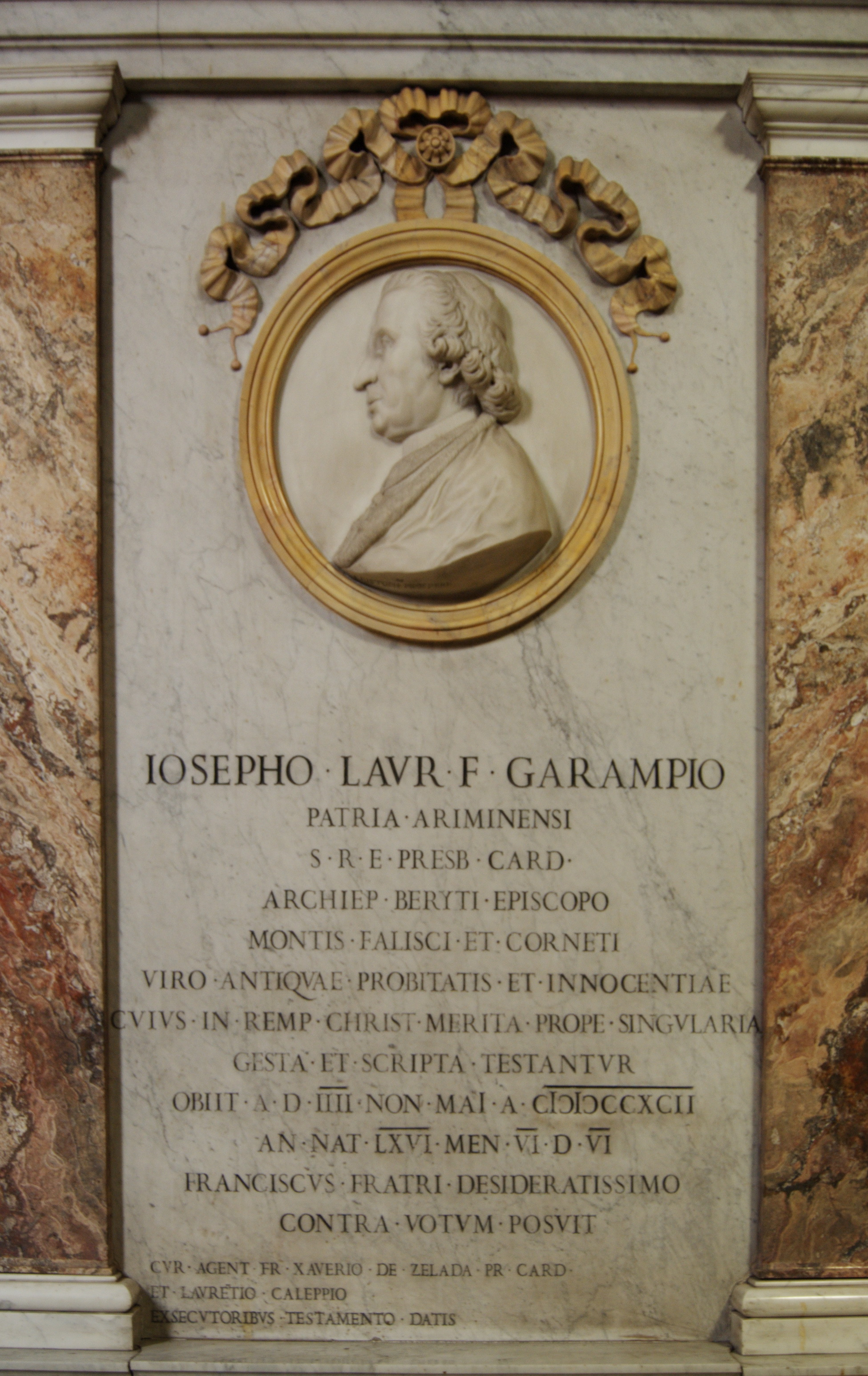
Sírja a római Szent János és Pál székesegyházban

Giuseppe Garampi (1725. október 9., Rimini – 1792. május 4. Róma) olasz főpap, aki elsősorban könyvgyűjtőként szerzett hírnevet; egyebek között ő gyűjtötte össze az első két magyar nyilvános könyvtár induló anyagának jelentős részét.

## Élete
Lorenzo Garampi és Diamante Belmonti márkinő második gyermekeként született. Tanítója, Giovanni Bianchi (Janus Plancus) keltette fel érdeklődését a természettudományok és a történelem, valamint a régiségek iránt. Bianchi 1745-ben újraalapította Riminiben az Accademia dei Linceit, és Garampi lett a testület legfiatalabb tagja. 
1746 végén úgy döntött, hogy egyházi pályára lép, és hamarosan Rómába költözött. 1749. május 31-én szentelték pappá.

### A pápai levéltárban
1751-től az angyalvári levéltárban (Vatikáni titkos levéltár) dolgozott. Hatalmas kitartással és szakértelemmel elkészítette a levéltár cédulakatalógusát. Ezeket a cédulákat bő száz évvel később papírlapokra ragasztották, és így 107 kötetbe rendezték. 1766-tól hat évig ő volt a levéltár igazgatója.

### Pápai nuncius
1772. március 20-án XIV. Kelemen pápa Lengyelország nunciusává nevezte ki. Ehhez az év január 27-én címzetes érsekké nevezte ki, és február 9-én püspökké szentelte.
1776-ban az új pápa, VI. Piusz fontosabb megbízatást adott neki, amikor hasonló minőségben Bécsbe helyezte át, és a „Montefiascone érseke” címmel ruházta föl.

## Bíboros
A hosszú ideig uralkodó VI. Piusz 1785. február 14-én bíborossá, a római Szent János és Pál székesegyház érsekévé nevezte ki.
A római Német-Magyar Kollégiumban hunyt el.

## Magyar kapcsolatai
Még Rómában ismerkedett meg az ott tanuló, vele egykorú Eszterházy Károllyal. Miután Eszterházyt püspökké nevezték ki, az akkor még a pápai levéltárban dolgozó Garampi lemásoltatta és megküldte Egerbe a 14. században készült pápai tizedjegyzéknek az egri egyházmegyére vonatkozó dokumentumait.
Miután bécsi nuncius lett, hamarosan meglátogatta Egerben Eszterházyt, aki megmutatta neki büszkeségét, a Líceumot, és elmondta, hogy bővíteni kívánja az egyházmegye könyvtárát. Garampi fölajánlotta, hogy segít beszerezni a szükségesnek ítélt külföldi teológiai és történelmi műveket, Eszterházy pedig kapva kapott a lehetőségen. Garampi jó három év alatt, 1781 októbere és 1785 januárja között 4336 mű 9323 kötetét vásárolta meg Európa minden tájáról. Az összegyűjtött könyveket a szervita rend pesti kolostorába juttatta el, és onnan szekereken vitték tovább azokat Egerbe.
Emellett ugyancsak beszerzésekkel, tevékenyen hozzájárult Magyarország első közkönyvtára, a pécsi Klimó-könyvtár létrehozásához is.

## Lásd még
- Eszterházy Károly